# روت ساجر
روت ساجر (انگلیسی: Ruth Sager؛ ۷ فوریه ۱۹۱۸ – ۲۹ مارس ۱۹۹۷) دانشمند در زمینه ژنتیک و extranuclear inheritance اهل ایالات متحده آمریکا بود.
وی همچنین برندهٔ جوایزی همچون کمک‌هزینه گوگنهایم شده‌است.